# Weinolsheim

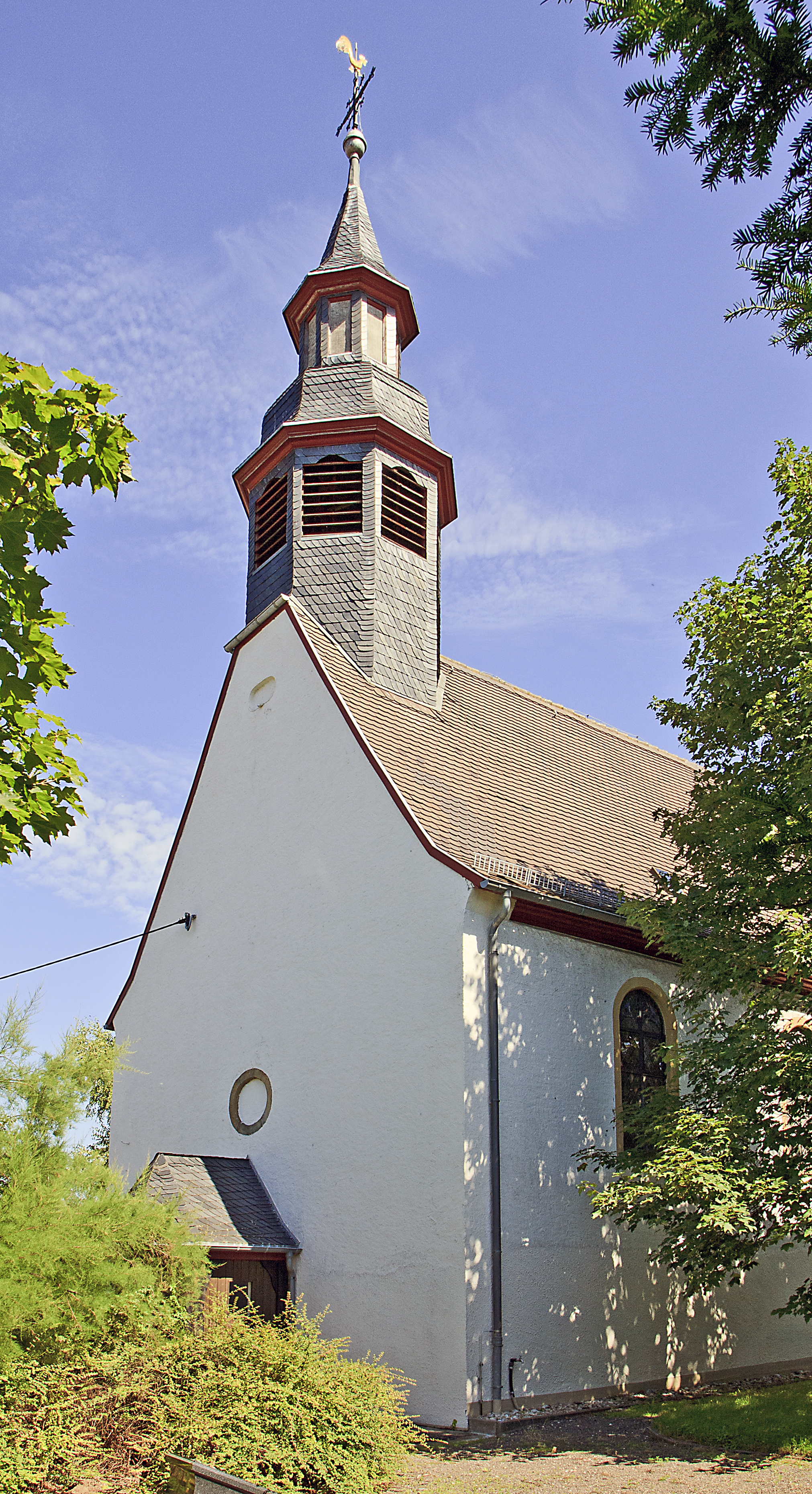
Katholische Pfarrkirche St. Peter

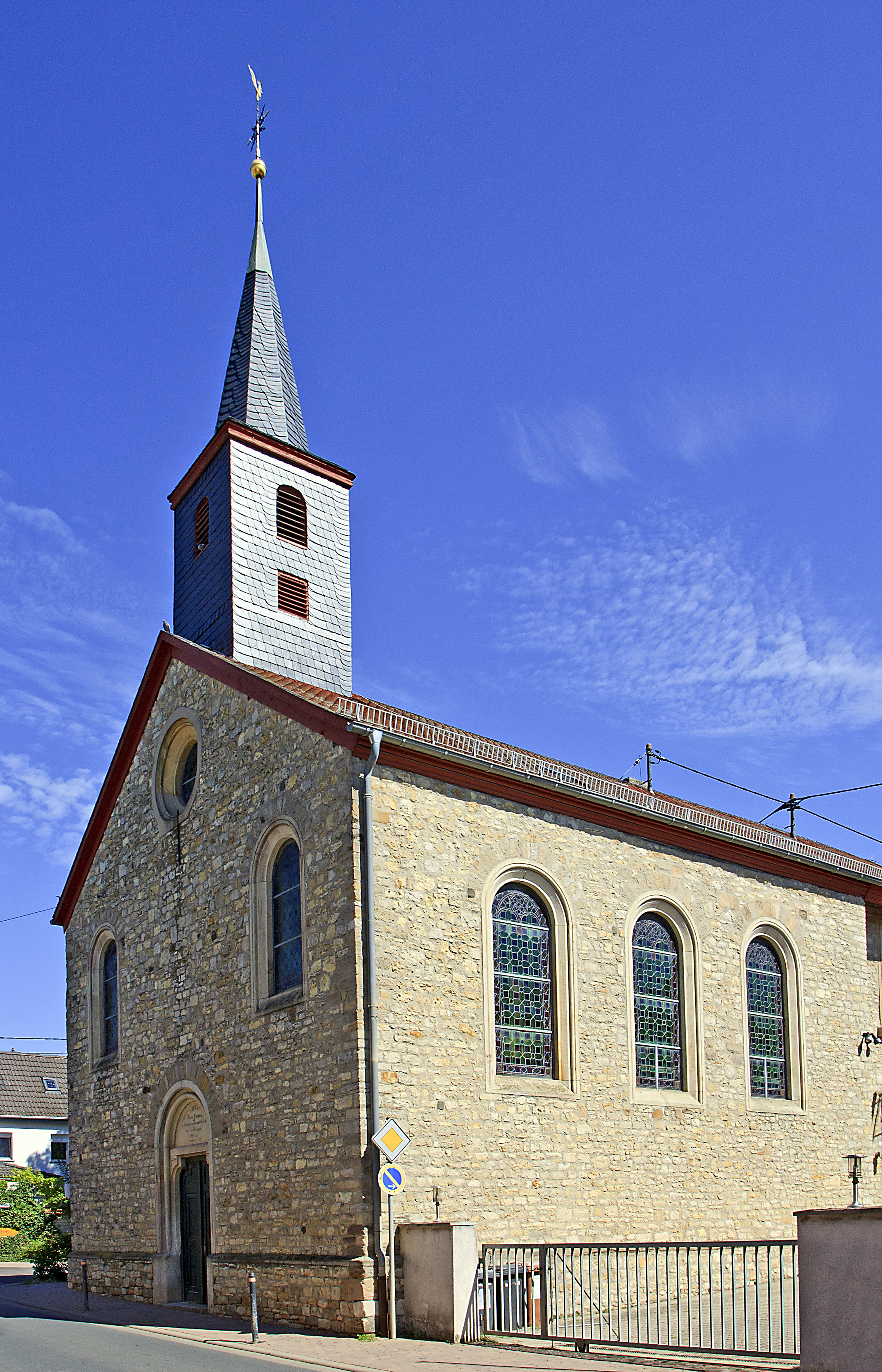
Evangelische Kirche

Weinolsheim ist eine Ortsgemeinde im Landkreis Mainz-Bingen in Rheinland-Pfalz. Sie gehört der Verbandsgemeinde Rhein-Selz an, die ihren Verwaltungssitz in der Stadt Oppenheim hat.

## Geographie
Weinolsheim liegt in Rheinhessen zwischen Mainz und Worms.
Nachbargemeinden sind Bechtolsheim, Dalheim, Dolgesheim, Friesenheim, Uelversheim und Undenheim.
Zu Weinolsheim gehört auch der Wohnplatz Weißmühle.

## Geschichte
Auf dem Gebiet des heutigen Weinolsheim lebten um das Jahr 500 Franken. Vermutlich gab es hier ein fränkisches Dorf, das königliche Domäne, also Königsgut, war. Am 22. Oktober 789 wurde Weinolsheim als Winolfesheim in einer Schenkungsurkunde des Klosters Lorsch erwähnt. Das ist die älteste erhaltene namentliche Nennung des Dorfes. Der Ortsname leitet sich wahrscheinlich von einem fränkischen Sippenältesten namens Winolf ab, der den Ort gegründet hat. Das Kloster Otterberg war im Ort begütert.
Von 1972 bis 2014 gehörte Weinolsheim der Verbandsgemeinde Guntersblum und seit dem 1. Juli 2014 der Verbandsgemeinde Rhein-Selz an.
Bevölkerungsentwicklung
Die Entwicklung der Einwohnerzahl von Weinolsheim, die Werte von 1871 bis 1987 beruhen auf Volkszählungen:
| Jahr | Einwohner |
| ---- | --------- |
| 1815 | 452       |
| 1835 | 651       |
| 1871 | 621       |
| 1905 | 573       |
| 1939 | 555       |
| 1950 | 636       |
| 1961 | 531       |

| Jahr | Einwohner |
| ---- | --------- |
| 1970 | 502       |
| 1987 | 522       |
| 1997 | 682       |
| 2005 | 706       |
| 2011 | 733       |
| 2017 | 706       |
| 2022 | 735       |

## Politik

### Gemeinderat
Der Gemeinderat in Weinolsheim besteht aus zwölf Ratsmitgliedern, die bei der Kommunalwahl am 9. Juni 2024 in einer personalisierten Verhältniswahl gewählt wurden, und der ehrenamtlichen Ortsbürgermeisterin als Vorsitzender.
Die Sitzverteilung im Gemeinderat:
| Wahl | SPD | CDU | FWG * | WGH ** | Gesamt   |
| ---- | --- | --- | ----- | ------ | -------- |
| 2024 | –   | 5   | 3     | 4      | 12 Sitze |
| 2019 | –   | 7   | 5     | –      | 12 Sitze |
| 2014 | –   | 7   | 5     | –      | 12 Sitze |
| 2009 | –   | 5   | 7     | –      | 12 Sitze |
| 2004 | 2   | 5   | 5     | –      | 12 Sitze |

### Bürgermeister
Die bisherige Ortsbürgermeisterin Gabriele Wagner (CDU) wurde bei der Direktwahl am 26. Mai 2019 mit einem Stimmenanteil von 82,82 % und bei der Direktwahl am 9. Juni 2024 als einzige Bewerberin mit 57,5 % in ihrem Amt bestätigt.

### Wappen
Das Wappen zeigt im geteilten Schild in der oberen Hälfte in Silber die wachsende, blau gewandete Figur mit goldenem Heiligenschein des heiligen Petrus in Vorderansicht, in der rechten Hand einen goldenen Wanderstab und in der linken Hand einen goldenen Schlüssel tragend; in der unteren Hälfte in Gold einen schwarzen, nach rechts blickenden rot bewehrten Adler.

### Gemeindepartnerschaft
- Brochon, Département Côte-d’Or in der Region Bourgogne-Franche-Comté

## Kultur und Sehenswürdigkeiten
An der Gaustraße befindet sich ein aus Flonheimer Sandstein geschaffenes Kriegerdenkmal, das auf die Gefallenen Weinolsheimer im Preußisch-Französischen Krieg 1870/71 erinnert. Der Obelisk wurde zwischen 1875 und 1880 geschaffen und ist mit dem großherzoglich-hessischen Löwen geschmückt. Auf den Flanken finden sich die Namen der Gefallenen und ein Hinweis auf die Schlacht bei Gravelotte.
Siehe auch: Liste der Kulturdenkmäler in Weinolsheim

## Wirtschaft und Infrastruktur
Weinolsheim ist stark vom rheinhessischen Weinbau geprägt. In dem Ort mit relativ kleiner Gemarkung findet man noch dreizehn hauptberufliche Winzerbetriebe. Die Ortswinzer bewirtschaften Lagen entlang der Rheinfront, aber auch zum großen Teil auf der Ebene der Rheinterrasse. Die Ortslagen Güldenmorgen und Krötenbrunnen befinden sich im Bereich Nierstein.

### Verkehr
Weinolsheim ist über die Landesstraßen 425 (Gaustraße) und 437 sowie die Kreisstraße 39 erreichbar.
Der Öffentliche Nahverkehr wird durch die Omnibusverkehr Rhein-Nahe übernommen, die Weinolsheim mit der Linie 662 an Undenheim einerseits, sowie Nierstein bzw. Oppenheim andererseits anbindet. Am Morgen werden am Niersteiner Bahnhof Anschlüsse in Richtung Mainz für Pendler eingehalten. Am Nachmittag verkehrt die Linie 662 bis Oppenheim Verbandsgemeindeverwaltung.

### Öffentliche Einrichtungen
Die Freiwillige Feuerwehr Weinolsheim schloss sich 2007 mit ihrer Nachbar-Feuerwehr aus Uelversheim zur Feuerwehreinheit Uelversheim-Weinolsheim zusammen. Im Zuge dieser freiwilligen Neustrukturierung wurde ein neues, modernes Feuerwehrhaus mit Übungshof zwischen den beiden Ortsgemeinden errichtet.

## Persönlichkeiten
- Philipp Simonis (1532–1587), Notar des Domkapitels Speyer, Chronist des Bistums Speyer.